# بونشيوني دي براغا
بونشيوني دي براغا (بالإنجليزية: Poncione di Braga)‏ هو أحد جبال سلسلة جبال الألب ليبونتيني ويقع في كانتون تيسينو في سويسرا. يحتل المرتبة رقم 254 في قائمة جبال سويسرا من حيث الارتفاع، إذ يبلغ ارتفاعه حوالي 2864 متر، بينما يبلغ ارتفاع نتوء الجبل 301 متر.